# Список умерших в 838 году

## Январь
- Бабек, руководитель восстания иранских хуррамитов против Арабского халифата.

## Март
- Тиберий Неаполитанский, епископ Неаполя (818—838), святой, почитаемый в Римско-католической церкви.

## Июнь
- 10 июня — Зиядет-Аллах I, эмир Ифрикии из династии Аглабидов (817—838).

## Июль
- 27 июля — Мануил Армянин, византийский военачальник, занимавший должность доместика схол.

## Декабрь
- 13 декабря — Пипин I, король Аквитании (814—838).

## Дата смерти неизвестна или требует уточнения
- Абу Убайд аль-Касим ибн Саллам, арабский языковед, представитель куфийской школы грамматики, знаток Корана.
- Бонифаций II, граф Лукки, маркграф Тосканы (828—834), граф Корсики (828—834).
- Бран мак Фаэлайн, король Лейнстера (834—838).
- Виллерих, 2-й епископ Бремена.
- Виннок Шотландский, епископ, святой.
- Ралпачан, царь Тибета (815—838).
- Ратимир, правитель Паннонской Хорватии в первой половине IX века.